# Pollmannhaus

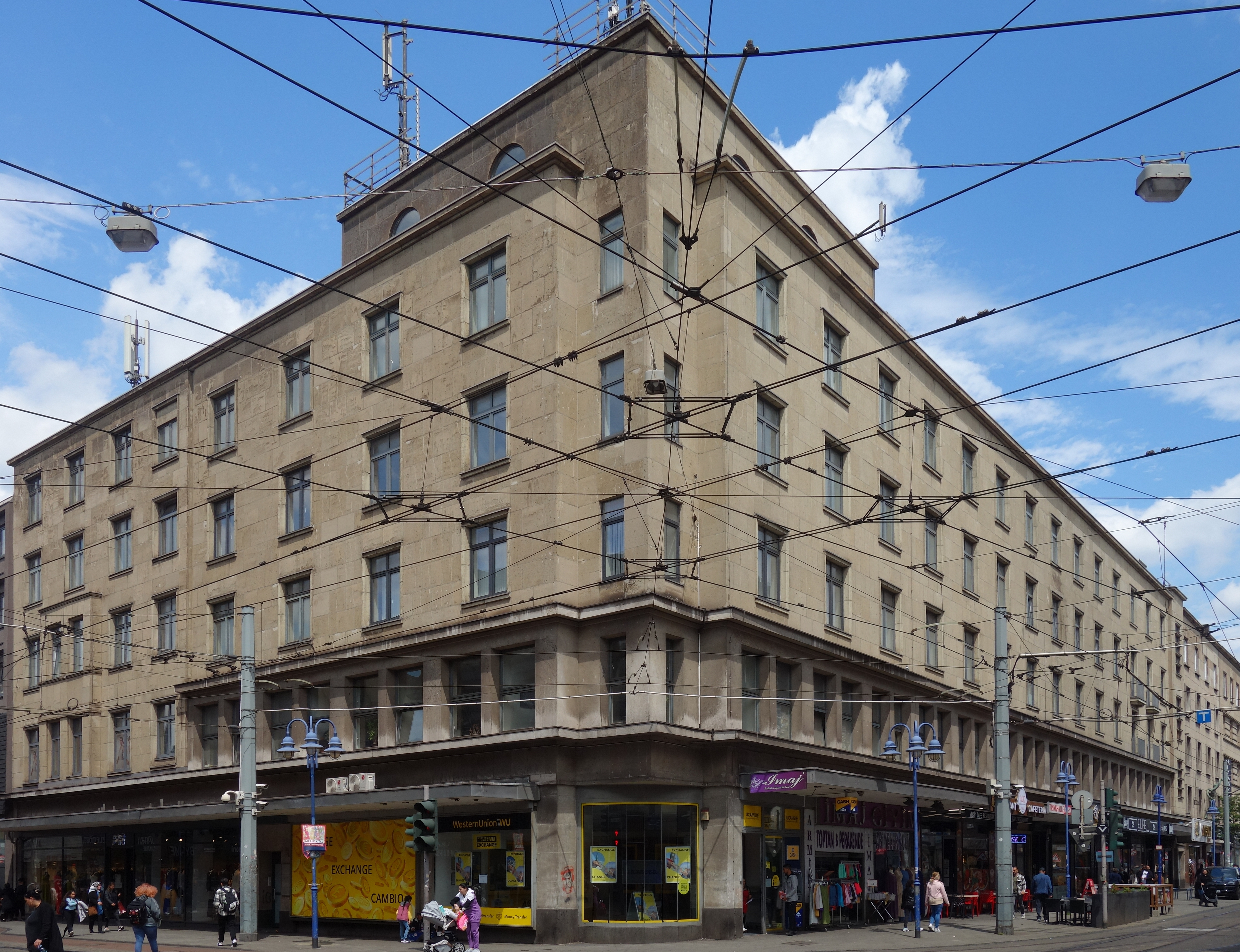
Pollmannhaus (2022)

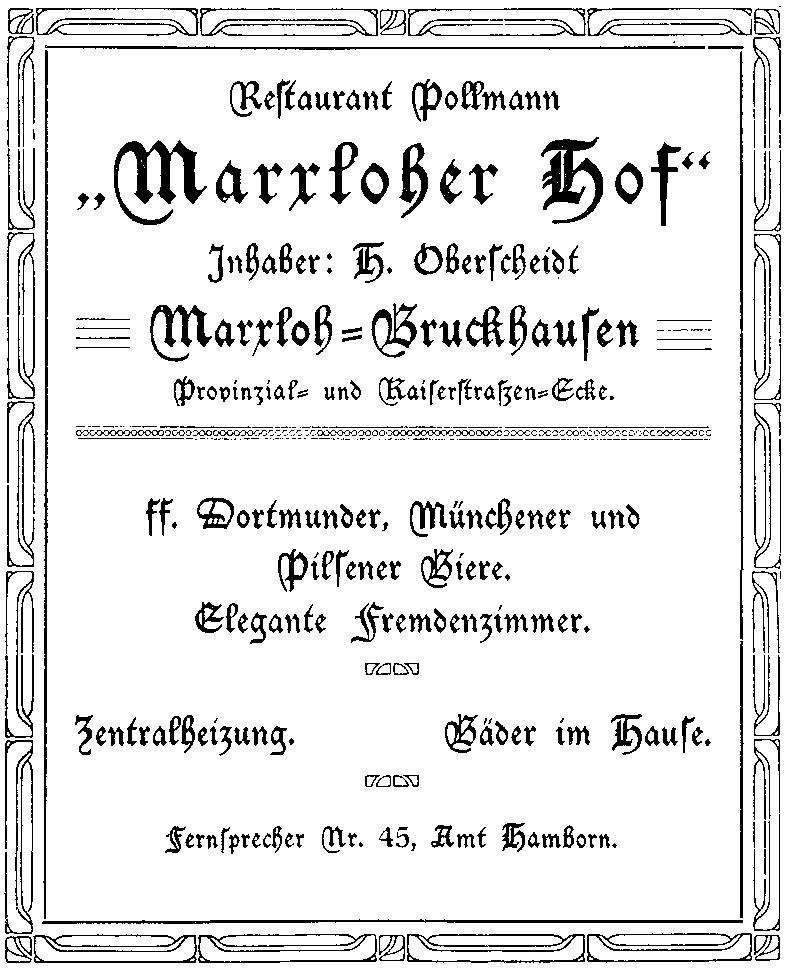
Werbeanzeige des ehemaligen Restaurants Marxloher Hof

Das denkmalgeschützte Pollmannhaus befindet sich im Duisburger Stadtteil Marxloh im Stadtbezirk Hamborn der kreisfreien Stadt Duisburg in Nordrhein-Westfalen.

## Geschichte
Am 29. April 1877 siedelte sich der gelernte Schmied und Schlosser Arnold Pollmann (1853 bis 1915) mit einem Gasthof und einer Schmiede in der damals unbewohnten Aldenrader Heide, dem heutigen Pollmannviertel, an und ließ an der Stelle des späteren Pollmannhauses ein Wohnhaus mit Werkstatt bauen. 1886 wurde dort die Gastwirtschaft Marxloher Hof eröffnet. Im März 1929 wurde der Komplex um das alte Stammhaus der Kaufmannsfamilie Pollmann zwecks Verschönerung des Stadtbildes nach Plänen des Hamborner Architekten Ewald Schnaare in zwei Bauabschnitten zu einem multifunktionalen Stahlbetonskelettbau mit einem Warenhaus, einem Hotel-Restaurant und Büros um- und ausgebaut.
In der ersten Bauphase von August 1929 bis Anfang 1931 wurden der Flügel an der Kaiser-Friedrich-Straße und ein erster Teilabschnitt an der Weseler Straße errichtet. Unmittelbar danach wurde das alte Eckhaus abgerissen und mit dem zweiten Bauabschnitt begonnen. Dieser endete im Oktober 1931 mit der Schließung der Baulücke zwischen Weseler Straße und Kaiser-Friedrich-Straße.
Am 3. Oktober 1931 war das neue Pollmannhaus fertig gestellt und ist seitdem das prägende Gebäude der Pollmannecke, die als wichtigste Straßenkreuzung Hamborns bekannt ist.

## Architektur
Die erste Etage des Flachbaus mit einer Werksteinfassade aus Muschelkalk und Eifeler Tuffstein ist vom Erdgeschoss sowie von den übrigen Etagen durch ein markantes Gesims getrennt. An den beiden Straßenfronten beherbergt das Erdgeschoss verschiedene Läden. In den mit Rechteckfenstern versehenen Obergeschossen befinden sich Büros und Wohnungen.
Den oberen Abschluss des Gebäudes bildet ein zurückgesetztes erhöhtes Staffelgeschoss. Ursprünglich war diesem noch ein weiteres abgetrepptes Geschoss aufgesetzt, welches aber während des Zweiten Weltkriegs zerstört und danach nicht mehr wiederhergestellt wurde. Insgesamt aber überstand das Pollmannhaus den Krieg mit relativ geringen Schäden, so dass es im Wesentlichen im Originalzustand erhalten ist.
Nach Beseitigung der Kriegsschäden wurden im Pollmannhaus auch ein Restaurant, eine Bierstube und ein Hotel eingerichtet.

## Denkmalschutz
Das Pollmannhaus wurde am 25. Juli 2019 unter der Nummer 713 in die Liste der Baudenkmäler in Duisburg-Hamborn eingetragen.